# Rubelita (ort)
Rubelita är en ort i Brasilien.   Den ligger i kommunen Rubelita och delstaten Minas Gerais, i den sydöstra delen av landet, 600 km öster om huvudstaden Brasília. Rubelita ligger 422 meter över havet och antalet invånare är 7 777.
Terrängen runt Rubelita är huvudsakligen kuperad, men den allra närmaste omgivningen är platt. Runt Rubelita är det glesbefolkat, med 9 invånare per kvadratkilometer..
Omgivningarna runt Rubelita är huvudsakligen savann.